# Paraputo sinensis
Paraputo sinensis är en insektsart som beskrevs av Borchsenius 1962. Paraputo sinensis ingår i släktet Paraputo och familjen ullsköldlöss. Inga underarter finns listade i Catalogue of Life.